# Rebecca & Fiona
Rebecca & Fiona är en svensk popduo och DJ-duo bestående av Rebecca Scheja och Fiona FitzPatrick. Förutom samarbetet har de släppt egna singlar och album.

## Verksamhet

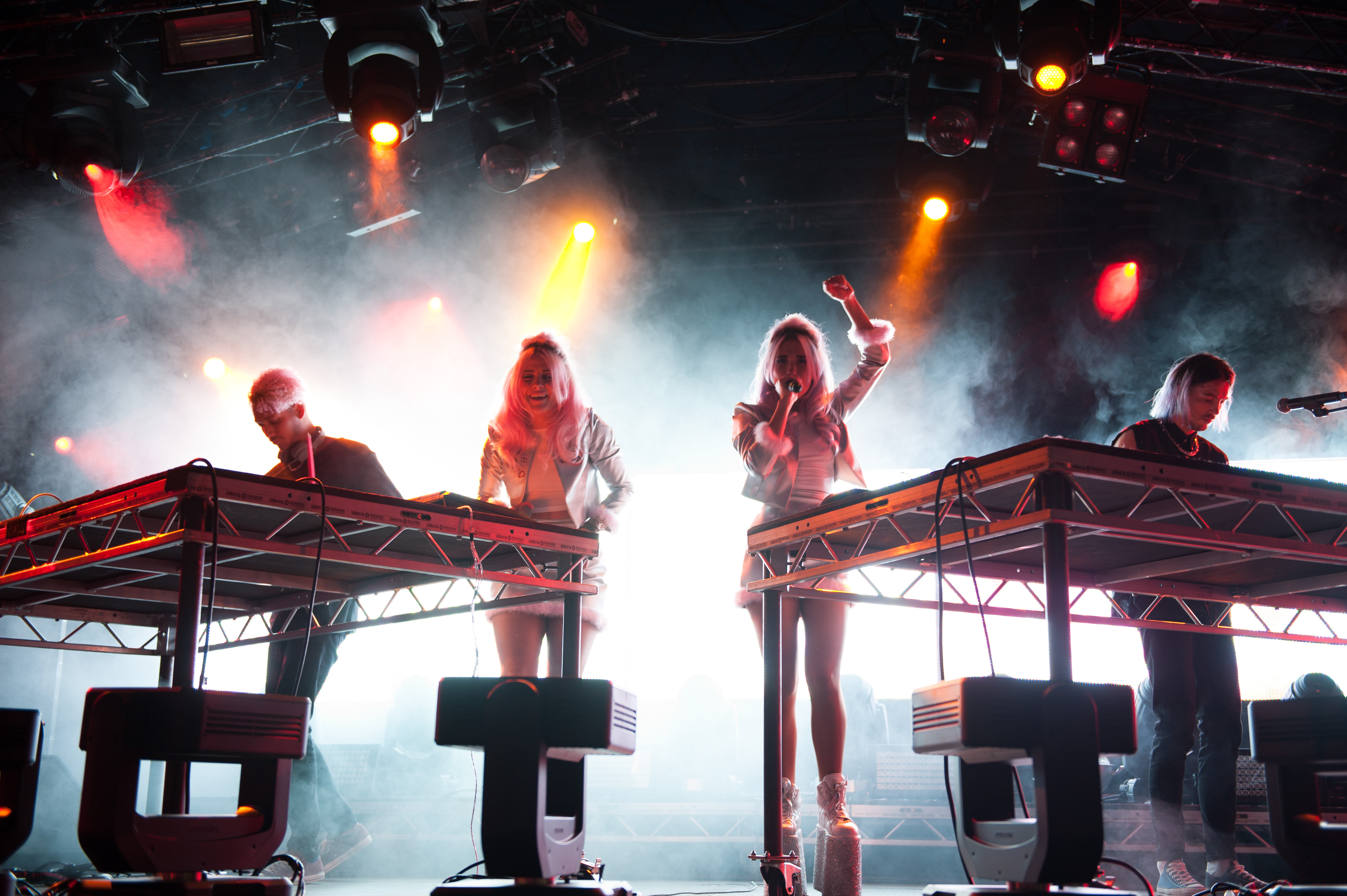
Rebecca & Fiona på Way Out West 2014

Rebecca Scheja och Fiona FitzPatrick kommer båda från musikfamiljer och möttes på en fest 2007. Därefter började de arbeta med musik ihop, startade klubbmusikverksamhet och turnerade runt Sverige som DJ-duo. Efterhand började de göra egen musik tillsammans. 
År 2010 släpptes deras första singel "Luminary Ones". Under 2010 medverkade de även i en självbetitlad webb-TV serie på SVT, där man kunde följa dem medan de producerade musik och turnerade kring Sverige. Serien blev 2011 års vinnare av TV-priset Kristallen för Bästa realityprogram och fick samma år tidningen Stockholm Citys pris för Bästa Stockholmsskildring.
Scheja och FitzPatrick var under 2010–2011 ett flertal gånger förband åt Robyn. Andra stora framträdanden under 2010 var också deras spelning under Polarpriset och Way Out West. 
I januari 2011 släppte duon sin andra singel "Bullets". I november 2011 gav de ut sitt debutalbum I Love You, Man!. Samma år blev duon nominerad i tre kategorier, Årets dans, Årets nykomling samt Årets grupp, i P3 Guldgalan. Vid Grammisgalan 2012 fick de en Grammis för Årets Dans/Electro.
Scheja och FitzPatrick har förutom att skriva och producera sin egen musik även samarbetat med andra musiker, bland annat har duon lånat ut sina röster till hiphop-projektet Basutbudet i låten "Låna Pengar" och i "Boy" med Adrian Lux. År 2011 släppte de singeln "Turn It Down", ett samarbete med den amerikanska DJ:n, Kaskade.
De har också turnerat internationellt. Under år 2012 turnerade de i USA.
För albumet Beauty Is Pain fick de på Grammisgalan 2015 pris i kategorin elektro/dans.
Hösten 2015 inledde de en ny riktning med mer traditionellt popaktig musik, som popsångerskor med ett band med fler musiker i stället för den tidigare DJ-duoformen. Detta lanserades med en sommarturné 2016. Sommaren 2016 skrev de även kontrakt med amerikanska storbolaget RCA för internationell lansering i sin nya form. Rebecca & Fiona valde dock att lämna RCA redan ett år efter att samarbetet inleddes.
I april 2018 släpptes "Need You", den första singeln från duons tredje studioalbum Art of Being a Girl. På albumet, som släpptes under sensommaren 2018, har de utvecklat sitt pop-sound ännu mer. De tio låtarna är skrivna av Rebecca Scheja och Fiona FitzPatrick själva och har producerats av göteborgsprofilen Albin "Nibla" Hallberg - känd för sitt arbete med svenska hyllade artister som Mwuana och Parham. "Need You" och Art of Being A Girl släpptes i samarbete med det stockholmsbaserade indie-skivbolaget Stereo Stereo.

## Politiska åsikter
Scheja och FitzPatrick är uttalade feminister och socialister, och har vid ett flertal tillfällen gett uttryck för sina politiska åsiker, i intervjuer, i musikvideor och på scen. I musikvideon till singeln "Holler" från 2014 har de på sig klänningar med överkryssade hakkors, och under ett framträdande i tv-programmet Sommarkrysset i juni 2018 bar duons bakgrundsdansare tröjor med texten "Fuck SD".
I augusti 2018 bar Fiona FitzPatrick en tröja med hammaren och skäran på bröstet under ett uppträdande på Pridefestivalen i Stockholm, något som väckte debatt. Bland annat Johan Hilton och David Lindén kritiserade klädvalet, då homosexualitet var olagligt i flera kommunistiska stater, däribland Sovjetunionen och homosexuella i stor utsträckning förföljdes för sin sexuella läggning. Andra, däribland Ola Söderholm, påpekade att homosexualitet då var olagligt även i resten av världen, samt att man efter oktoberrevolutionen från början avkriminaliserade homosexualitet. FitzPatrick bad efter kritiken om ursäkt på Twitter, med hänvisning till att hon "inte tänkte så långt".

## Diskografi

### Album
- 16 november 2011: I Love You, Man!
- 29 april 2014: Beauty Is Pain[12]
- 7 september 2018: Art Of Being A Girl
- 27 september 2024: Mega Dance[12]

### Singlar
- 2010: "Luminary Ones"
- 2011: "Bullets"
- 2011: "If She Was Away" / "Hard"
- 2011: "Jane Doe"
- 2012: "Turn It Down"
- 2012: "Dance"
- 2012: "Giliap"
- 2013: "Taken Over"
- 2013: "Union"
- 2013: "Hot Shots"[13]
- 2014: "Candy Love" [12]
- 2014: "Holler" [12]
- 2014: "Letters"
- 2015: "Sayonara"
- 2016: "Drugstore Lovin'"
- 2016: "Shotgun"
- 2016: "Party Hard"
- 2016: "Cold As X-mas"
- 2017: "Pop Bitches"
- 2017: "Pay Me Money"
- 2018: "Need You"
- 2018: "Fool's Gold" med Derek Pope
- 2018: ”Different” med Marcy Chin
- 2018: ”Stupid”
- 2019: ”One More Night”
- 2020: ”Heart Skips A Beat”
- 2020: ”Fet House Mode”
- 2020: ”People Getting Mad”
- 2021 ”Another World”
- 2021 ”Rivers”
- 2021 ”Real Love”
- 2021 ”Sing It Back”
- 2021 ”Sweetest Delight”
- 2021 ”All The Things She Said”
- 2022 ”Savannah” med Lili & Susie
- 2022 ”’Til Dawn”

### Samarbeten
- 2010: Basutbudet feat. Rebecca & Fiona "Låna Pengar"
- 2011: Adrian Lux feat. Rebecca & Fiona "Boy"
- 2011: Kaskade feat. Rebecca & Fiona "Turn It Down"
- 2012: The Royal Concept "World On Fire"
- 2012: Morten Breum "Larva (Far Away)"
- 2012: Blende "Fake Love (Original Mix)"
- 2014: John Dalhbäck "Honors"
- 2014: Little Jinder "Vita Bergens klockor"
- 2017: Gina-Lee "Innan dig"
- 2018: Sakarias ”Grand Canyon”
- 2019: Kornél Kovács feat. Rebecca & Fiona "Rocks"
- 2019: Kornél Kovács feat. Rebecca & Fiona "Marathon"
- 2019: Wayfloe feat. Rebecca & Fiona ”Apollo”
- 2019: Viva La Panda feat. Rebecca & Fiona ”Higher”
- 2019: Kid Quill feat. Allday, Rebecca & Fiona ”Wait Here”
- 2019: MOTi, Rebecca & Fiona ”Down For It”
- 2019: Kleerup, Rebecca & Fiona ”I Need Love”
- 2019: Nause, Rebecca & Fiona ”Can’t Erase”
- 2020: Slackin Beats, Rebecca & Fiona ”Drop The Kid”
- 2020: Moguai, Rebecca & Fiona ”Sad Boy, Happy Girl/Lyfe Lyne”
- 2020: Gilligan Moss, Rebecca & Fiona ”Ferris Wheel”
- 2020: ANIMAL, Rebecca & Fiona ”Champagne Promises”
- 2021: LVNDSCAPE, Rebecca & Fiona feat. QZMA ”Bad Trip”
- 2021: John Dahlbäck, Rebecca & Fiona ”Replay”
- 2022: Chambray feat. Rebecca & Fiona ”Someday”

### Remixer
- 2011: The Knux - "She's So Up (Rebecca & Fiona bootleg)"
- 2011: Petter - "Krafter (Rebecca & Fiona / Carli remix)"
- 2011: Marcus Price & Carli - "Bubbelgum (Rebecca & Fiona remix)"
- 2011: Johnossi - "Roscoe (Rebecca & Fiona remix)"
- 2022: First Hate - ”In my head (Rebecca & Fiona remix)”